# 三氟乙酸铋(III)
三氟乙酸铋(III)是一种无机化合物，化学式为Bi(O2CCF3)3。它可由三氟乙酸银和碘化铋在120 °C反应得到：
3 CF3COOAg + BiI3 → (CF3COO)3Bi + 3 AgI
它也可由三氟乙酸银和氯化铋在二氯甲烷中反应得到。它和四芳基硼酸钠反应，可以得到三芳基铋。